# 东北航空 (美国)
东北航空（Northeast Airlines）曾是一家总部位于马萨诸塞州波士顿的航空公司。1972年被达美航空并购合并。
1. ↑  . www.deltamuseum.org.   [2023-07-14].